# Lamprosema semicostalis
Lamprosema semicostalis là một loài bướm đêm trong họ Crambidae.

## Hình ảnh

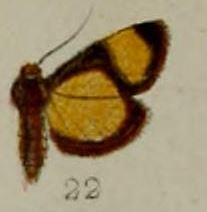